# Erlabrunn
Erlabrunn è un comune tedesco di 1 605 abitanti, situato nel land della Baviera.